# Telmatobius peruvianus
Espèce
Statut de conservation UICN

 VU B1ab(iii,v) : Vulnérable
Telmatobius peruvianus est une espèce d'amphibiens de la famille des Telmatobiidae.

## Répartition
Cette espèce se rencontre à environ 3 300 m d'altitude :
- dans les régions de Moquegua et de Tacna dans le sud du Pérou ;
- à Putre dans la province de Parinacota au Chili, près de la frontière péruvienne.

## Publication originale
- Wiegmann, 1834 : Amphibien. Reise um die erde ausgeführt auf dem Königlich preussischen seehandlungs-schiffe Prinzess Louise, commandirt von captain W. Wendt, in den jahren 1830, 1831 und 1832, vol. 3, p. 433-522.